# Мир Хосеин Мусави
Мир Хосеин Мусави (на персийски: ‏میرحسین موسوی) е ирански архитект и политик.
Той е кандидат за президент на изборите през 2009 година. Между 1981 и 1989 г. е министър-председател, като е последният, заемал този пост.
Мир Хосеин Мусави е роден в град Хамене, в иранската провинция Източен Азербейджан.